# 城岡神社
城岡神社（しろおかじんじゃ）は、静岡県沼津市大手町に所在する神社。
かつて当地に所在した沼津城（の二の丸）の名残となる神社である。

## 概要

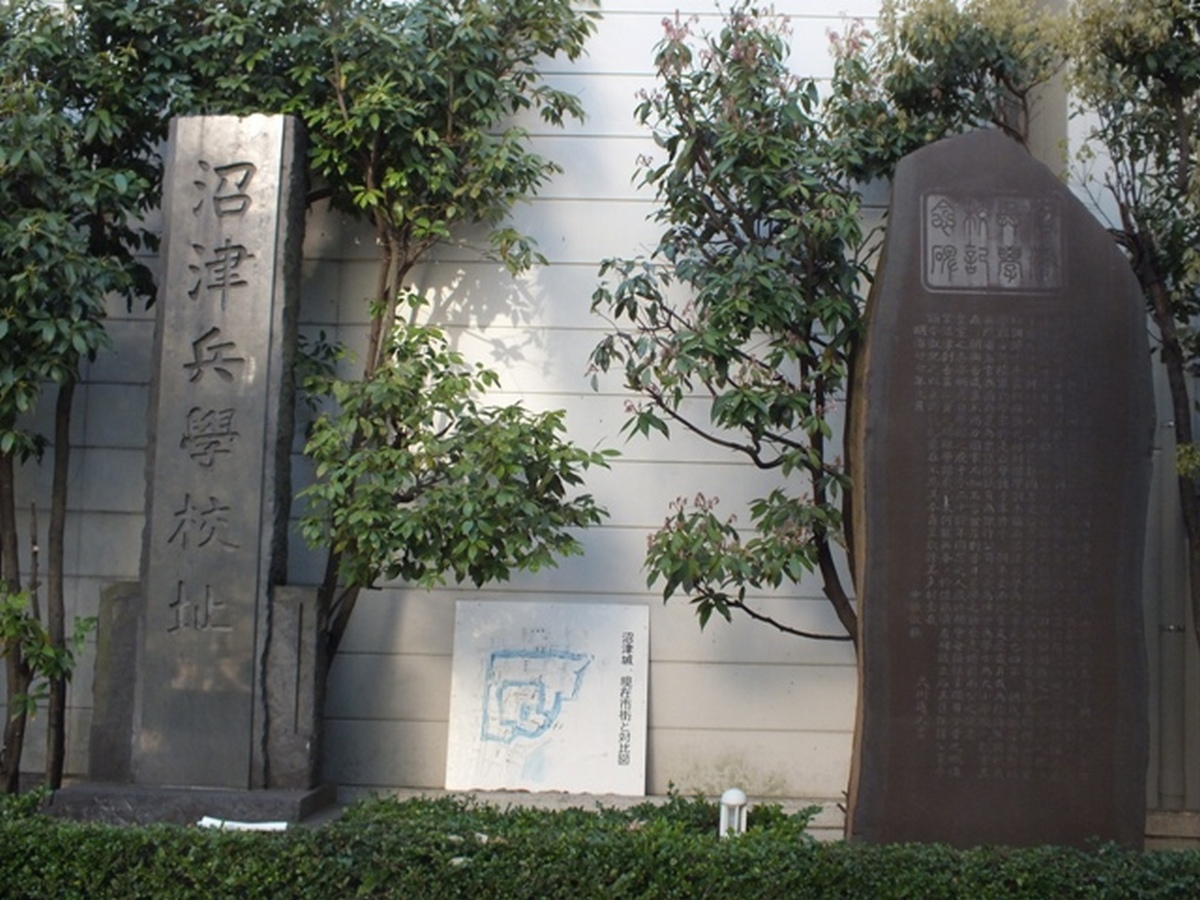
城岡神社にある沼津兵学校址碑。

1824年6月21日（文政7年5月25日）に、第2代沼津藩主・沼津城主であった水野忠成が沼津城二の丸が所在した当地に社殿を建立し、当時の第11代将軍徳川家斉から伏見稲荷の御神体を拝受して、城の守護神として奉斎した。
なお、この沼津城二の丸には、1868年（明治元年）から1872年（明治5年）まで、沼津兵学校（徳川家兵学校）が置かれており、現在城岡神社の境内には、そのことを記念する碑が建てられている。
1874年（明治７年）には、元々の稲荷神社に、東照宮（東照大権現）が相殿され、当時はそれぞれ「稲荷様」「権現様」と呼ばれていたが、1903年（明治36年）6月に現在の「城岡神社」へと改称して社号を統一した。
1964年（昭和39年）には、出雲大社の御分霊（大国主命）も相殿し、1991年（平成3年）11月には「大手町 町制創立100周年」の記念事業として、社殿を新築し、境内整備を行った。
神社の北東隣りにある「大手町会館」内に社務所が置かれており、城岡神社の御朱印（および、沼津城とその前身である三枚橋城の御城印）も、そこで得ることができる。

## 祭神
- 宇迦之御魂神（稲荷神）
- 東照大権現（徳川家康）
- 大国主命（出雲神社祭神）

## 境内
- 社殿
- (大手町会館 (社務所))
- 手水舎
- 狛犬（南方正面）・狛狐（北西裏側）
- 鳥居（南方正面・北西裏側）
- 沼津兵学校記念碑
- 沼津兵学校址 石碑

## 祭事
- 例大祭 : 5月最終土・日[4][5]

## アクセス
- JR沼津駅南口から南方へ徒歩1分。